# Eumaios

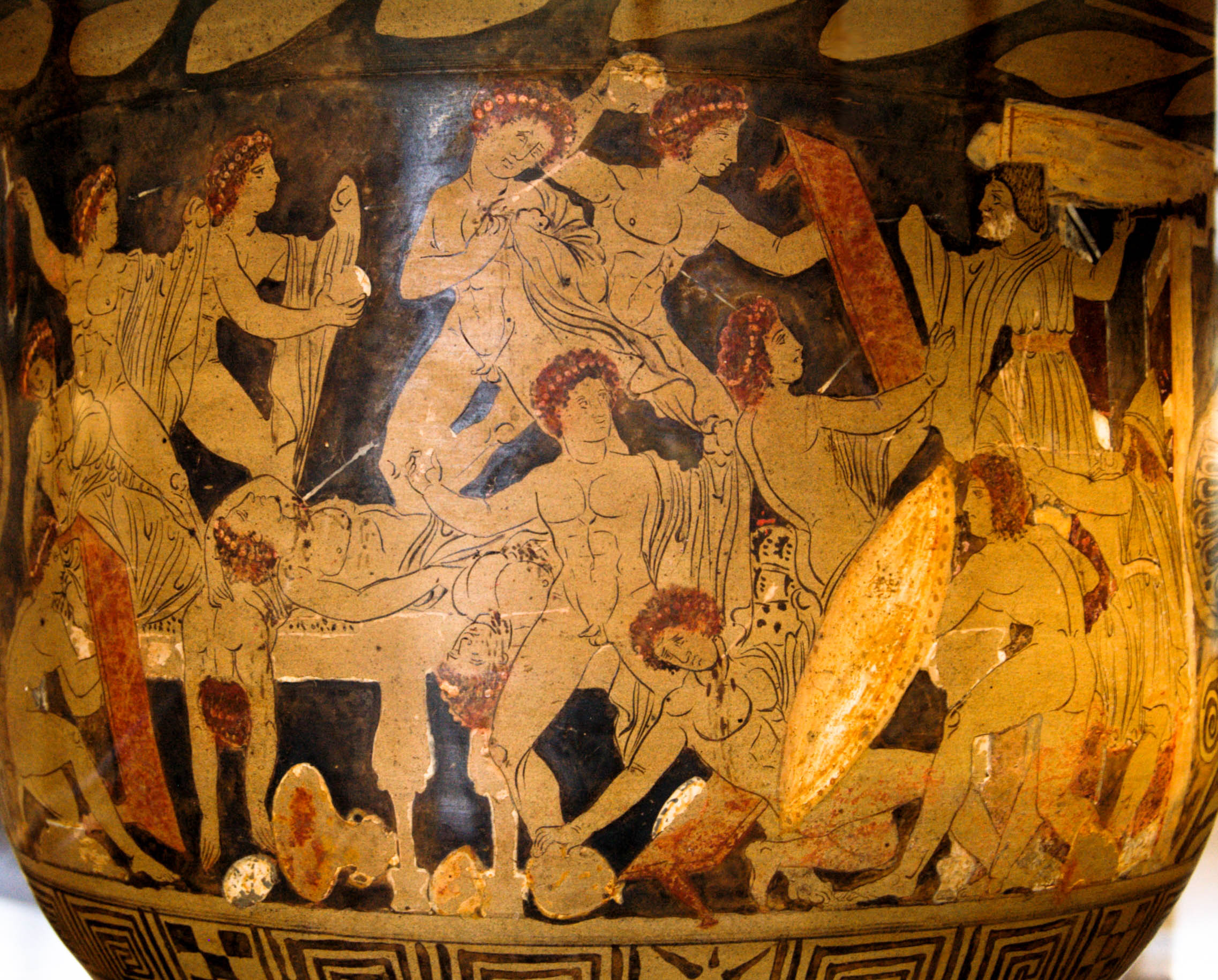
Odysseus, Telemach und Eumaios im Kampf gegen die Freier. Rotfiguriger Glockenkrater, um 330 v. Chr., aus Kampanien. Heute im Louvre, Paris.

Eumaios (altgriechisch Εὔμαιος Eúmaios, lateinisch Eumaeus) ist im altgriechischen Epos Odyssee der treue Sauhirte und  Freund des Odysseus.
Eumaios war adliger Abkunft, da sein Vater Ktesios (ein Sohn des Ormenos) als König über die Insel Syria herrschte. Dort legte, als Eumaios noch ein Knabe war, ein Schiff mit phönizischen Kaufleuten an. Einer der Seefahrer verführte eine Landsfrau, welche die Amme des kleinen Eumaios war. Diese stammte aus Sidon, war Tochter des Königs Arybas und wurde als junges Mädchen von Taphiern geraubt und dem Ktesios verkauft. Mit dem Versprechen, sie in ihre Heimat zurückzubringen, verführten die Phönizier sie, kurz vor der Abfahrt zum Schiff zu kommen, vorher einige Wertgegenstände zu rauben und den kleinen Eumaios mit an Bord zu locken. Sieben Tage nach der Abfahrt ereilte die phönizische Amme der Tod und ihr Leichnam wurde über Bord geworfen. Eumaios aber wurde als Sklave an Laërtes, den Vater des Odysseus, verkauft und gemeinsam mit Odysseus und dessen Schwester Ktimene erzogen.
Zuerst diente Eumaios als Schweinehirt des Laërtes und war nach dessen Abdankung in gleicher Funktion für Odysseus tätig, dem er auch während dessen 20-jähriger Abwesenheit loyal blieb. Nur widerwillig lieferte er seine besten Schweine den im Palast prassenden Freiern der Penelope aus, die ihrem Gatten Odysseus ebenfalls die ganze Zeit über die Treue bewahrte.
Eumaios, der in einer Hütte am Land wohnte, war der erste Mensch, den Odysseus auf Ithaka aufsuchte, als er von seiner langen Irrfahrt zurückgekehrt war. Obwohl der alte Sauhirte seinen Herrn, da diesem von Athene die Gestalt eines Bettlers verliehen worden war, nicht erkannte, nahm er ihn freundlich bei sich auf und bewirtete ihn. Odysseus gab seine Identität anfangs nicht preis, obwohl er sich bald von der Treue seines Dieners überzeugen konnte. Stattdessen gab er sich ihm gegenüber als Sohn eines reichen Kreters aus, der als Feldherr am Trojanischen Krieg teilgenommen habe. Er ließ sich über die Geschehnisse während seiner langen Abwesenheit informieren und erzählte Eumaios, dass Odysseus bald heimkehren werde, was der Schweinehirte aber nicht glauben wollte.
Auch Telemachos kam nach seiner Rückkehr von Sparta in die Hütte des Eumaios, wo er auf seinen Vater Odysseus traf, den er ebenfalls zunächst nicht erkannte. Er wurde aber von seinem Vater über dessen wahre Identität aufgeklärt, als Eumaios der Penelope die Heimkehr ihres Sohnes mitteilte. Telemachos begab sich sodann in den Palast, bald danach auch sein Vater und Eumaios. Dabei behielt Odysseus zur Täuschung seine Bettlermaskerade bei.
Kurz vor der entscheidenden Auseinandersetzung mit den Freiern gab sich Odysseus auch Eumaios zu erkennen, der ihm und seinem Sohn in diesem Kampf nach Kräften zur Seite stand.
Eumaios wird in der Odyssee als „göttlich“ bezeichnet und ist die einzige Person in der gesamten Odyssee, die vom Erzähler direkt in der zweiten Person angesprochen wird.
Laut Aristoteles schenkte Telemachos dem Eumaios die Freiheit, der angeblich Stammvater der Koliaden, eines adligen Geschlechts von Ithaka, wurde.
Abbildungen des Eumaios finden sich auf einigen antiken Vasen.